# Tokoroa
Tokoroa è una città della regione del Waikato, in Nuova Zelanda. Situata nel bacino superiore del bacino del fiume Waikato, conta 14.500 abitanti.